# Магн Феликс Енодий
 Тази статия е за епископ Енодий.  За римския политик вижте Флавий Енодий Месала.  
Магн Феликс Енодий (на латински: Magnus Felix Ennodius; * 473 или 474, вероятно в Арл; † 17 юли 521, Павия), наричан и Енодий от Павия, е епископ на Павия и пише християнски произведения на латински.

## Произход и духовна кариера
Енодий произлиза от аристократична фамилия. След ранната смърт на родителите му, той отива при леля си в Павия. Той се жени млад за дъщерята на леля си. След заболяване и излекуване чрез видение на „Св. Виктор“ Енодий става през 494 г. християнин, започва да живее като духовник и става дякон.
През 494 г. придружава епископ Епифаний от Павия на дипломатическа мисия до Лион при бургундския крал Гундобад по поръчка на Теодорих Велики. От 496 до 512 г. той е дякон в Милано. През 513 г. става епископ на Павия. Между 515 и 517 г. той е изпратен от папа Хормисдас в Константинопол при император Анастасий I. Опитите му да прекрати Акакианската схизма (църковния разкол между Изтока и Запада) не успяват.

## Творчество
Енодий е написал преди да стане владика 500 произведения. Особено ценни като исторически източници са Panegyricus Theoderico regi dictus и Vita Epiphanii episcopi Ticinensis. Запазени са негови 297 писма. Написал е и 28 речи и 151 песни и епиграми. През 506 г. пише Vita Antonii monachi Lerinensis.